# Bab al-Nasr

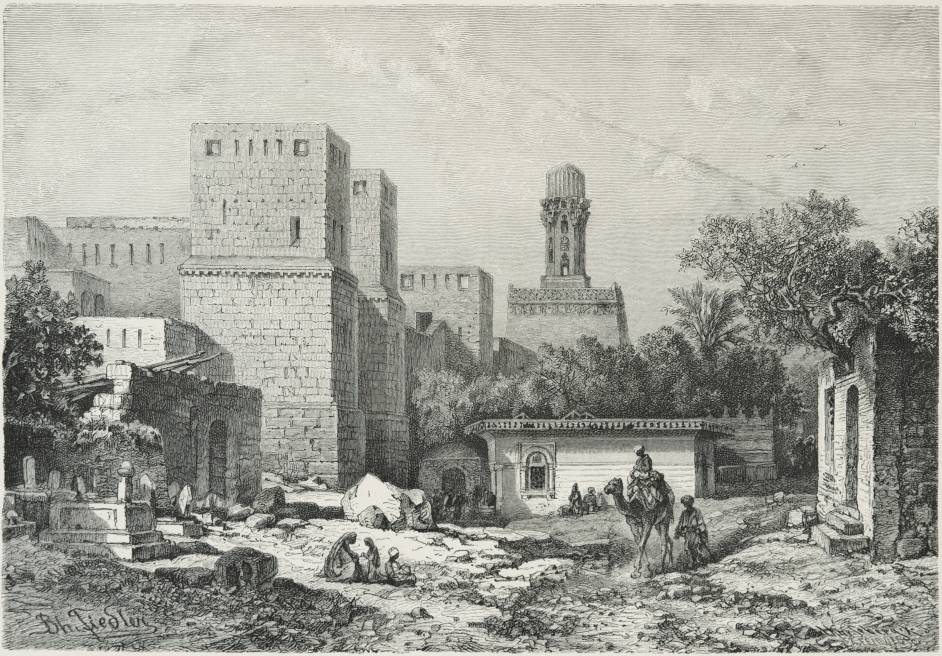
Bab al-Nasr, Cairo.

Bab al-Nasr (lingua araba باب النصر, "Cancello della Vittoria"), è una delle porte fortificate del Cairo d'epoca medievale, vestigia delle mura edificate in età fatimide. Fu costruita una prima volta nel 969, poi ancora nel 1121 col nome di Bab al-'Izz (Cancello della Prosperita'). Si trova nel punto nord dell'antica cortina su via Al-Muizz ed è costituita da alti torriani in pietra di sezione quadrata.